# Russia (Nueva York)
Russia es un pueblo ubicado en el condado de Herkimer en el estado estadounidense de Nueva York. En el año 2000 tenía una población de 2.487 habitantes y una densidad poblacional de 17 personas por km².

## Geografía
Russia se encuentra ubicado en las coordenadas 43°17′47″N 75°4′46″O / 43.29639, -75.07944.

## Demografía
Según la Oficina del Censo en 2000 los ingresos medios por hogar en la localidad eran de 35.588 $, y los ingresos medios por familia eran 40.847 $. Los hombres tenían unos ingresos medios de 29.798 $ frente a los 20.968 $ para las mujeres. La renta per cápita para la localidad era de 17.563 $. Alrededor del 14,9% de la población estaba por debajo del umbral de pobreza.